# Lycoriella acutostylia
Lycoriella acutostylia är en tvåvingeart som beskrevs av Werner Mohrig och Menzel 1990. Lycoriella acutostylia ingår i släktet Lycoriella och familjen sorgmyggor. Arten är reproducerande i Sverige. Inga underarter finns listade i Catalogue of Life.